# Izdavačka djelatnost NIU Hrvatska riječ
Nakladnička djelatnost NIU Hrvatska riječ, pokrenuta je temeljem prijedloga Upravnog odbora ustanove i Programa razvoja Nakladničke djelatnosti NIU Hrvatska riječ što ga je usvojilo Hrvatsko nacionalno vijeće.

## Povijest
Imajući u vidu značaj nakladničke djelatnosti za hrvatsku nacionalnu zajednicu u Vojvodini i Srbiji, te mogućnost osnutka posebne profesionalne organizacije, po ugledu na druge zajednice u Pokrajini, tijekom 2005. godine - na traženje Zvonimira Perušića, u funkciji ravnatelja NIU »Hrvatska riječ« i Lazara Vojnića Hajduka u funkciji predsjednika Izvršnog odbora HNV-a - književnik Milovan Miković, izradio je Program nakladničke djelatnosti NIU Hrvatska riječ, kojim su obuhvaćene edicije:
- Baština
- Suvremena proza
- Suvremena poezija
- Monografije
- Kronologija
- Svjedočanstva
- Tintilintić – književnost za djecu i mlade
- Sveučilišna knjiga
- Časopisna produkcija

Definirajući tim Programom razvoj izdavaštva i časopisne produkcije Milovan Miković, koji je izabran za prvog profesionalnog urednika, među ostalim je istaknuo: 
»U jeziku je sadržana naša prošlost, sadašnjica i budućnost, u njemu mi koji smo s limesa, s oboda, s ivice, s ruba ili prostorno znatno udaljeni od matice, mi koji smo rastepeni i raspršeni, rasuti ostatak ostatka autohtone hrvatske manjine u Bačkoj, Srijemu i Banatu što se u Panoniju doseljavala u migracijskim valovima i prije i nakon 1241. godine – postajemo i jesmo jedno s našim središtem. Gubljenjem jezika, najčešće zauvijek gubimo hrvatski identitet budući da jezikom uspostavljamo sve što je nacionalno, pa i nacionalnu književnost. Ako izostane jezik, gasi se bitna identifikacijska odrednica, namjesto koje se ucjepljuju osjećaji raspolućenosti i marginalnosti. Stoga je književnost hrvatskih manjina istodobno izraz duha hrvatskog naroda, onoga matičnoga kojemu pripadamo, ali istodobno i sraz navlastitoga manjinskoga položaja naspram većinskog okruženja, pa i naspram matice. U njoj se – književnosti dakle – uz egzistencijalno stanje naše manjine mogu zrcaliti i mnoge velike teme svijeta u kojemu živimo. Neovisno jesu li izrečene i napisane u lokalnom ili u regionalnom govoru, u dijalektu ili u standardnom, književnom jeziku, gotovo uvijek imaju i prepoznatljivu motivsku, tematsku, estetsku, kulturnu oznaku ruba. Prestanemo li govoriti, pisati i živjeti u materinskom jeziku, prestanemo li danomice ustrajavati na uspostavi komunikacije unutar sebe, na rubu, na obodu, i dakako prema središtu – mrtvi smo i glede ruba i glede matice, a gubitak identiteta utoliko je bolniji što je veća i izraženija svijest o pripadanju. U tome posebno značajno mjesto ima Nakladnička djelatnost NIU Hrvatska riječ i književni časopis Klasje naših ravni, budući da su naša vlastita identifikacijska odrednica prema drugima, ali i prema sebi! Tamo gdje te svijesti i odrednice nema, prije ili kasnije će prevagu zadobiti jezik većinskog naroda, kada će se i na djelu pokazati uistinu nezadrživa, brzonastupajuća pravocrtna asimilacija. Zapitajmo se, najzad, na što može računati hrvatski pisac koji po svom biću pripada prostoru Podunavlja, hrvatskom narodu i jeziku i ne piše književna djela na jeziku zemlje u kojoj živi, ili na njemu piše tek povremeno? Nadalje, gdje je mjesto hrvatskog književnog pisma iz Podunavlja, sudbinski i tematski vezanog za stanoviti geografski i kulturni prostor koji je pored kulture i književnosti većinskog naroda, također, određen i kulturnom i književnom polifonijom ovdje živućih manjina, pri čemu je svaka u nastojanju očuvanja svoga individualiteta. Iz tih (i drugih još!) razloga hrvatsko književno pismo nastalo na limesu, na rubu, u području izmiješanosti i stapanja, neprestanog doticanja i razdvajanja među narodima nužno stoji naspram kulture većinskog, ali i drugih manjinskih naroda, a istodobno i naspram kulture matičnog naroda, mnogo češće tražeći sebe u sveukupnosti hrvatske književnosti no što se ondje uspijeva prepoznati. Napose, gdje bi trebalo biti mjesto književnosti koju obilježava (i) trajno traganje za cjelinom kojoj pripada. I hoće li ondje, i kada će, to hrvatsko književno pismo (i hoće li uopće i ikada), zauzeti mjesto koje mu, valjda, pripada u prostoru matice? Može li onamo prodrijeti s djelima nastalim u kulturnohistorijski preduvjetovanom podneblju, gdje smo stalno izloženi zahtjevu za mirenjem s lošijom pozicijom, gdje, doduše, postoje i drugi putovi, te su njima i pošli mnogi naši sunarodnjaci odvajajući se od vlastita jezika, njegova i svoga imena. Mjesto onih koji su nam prethodili, pa i mjesto onih koji tek trebaju doći, samo onda će se moći bliže utvrditi kada započne proces sustavnog sučeljavanja i prožimanja književnih djela nastalih u ovom podneblju, tijekom svih razdoblja, i njihovih poetika, s djelima koja već jesu dio hrvatske književne sveukupnosti, te kada se uspostave usporedbe različitosti i sličnosti unutar književnohistorijskih, književnojezičnih i književnokritičkih obzora, vrijednosnih sudova i estetskih postignuća. Kada se utvrde razlozi razdvajanja i ponovnih zbližavanja, iznuđenih sličnosti i različitosti. No, ni tada se ne bi trebalo potapati u iluziju kako će uspostava dijaloga s kulturom većinskog naroda i s kulturom matičnog naroda pridonijeti boljem pročitavanju i razumijevanju suštine manjinske kulture i književnosti, njenih prikraćenosti i zakinutosti od kojih nastaje navlastiti književni sadržaj, budući da se rub i kada govori jezikom većinske ili matične kulture, uvijek glasa pomalo različito, sukladno svojoj matrici, ako ne i mantri. I ne uvijek i nužno radi toga jer zaostaje, te se sporije mijenja, već gdjekada što se s oboda prije mogu uočiti mjesta spajanja prošlosti i budućnosti, kada promjene idu od vanjskog ruba prema središtu«.
Od rujna 2005. do prosinca 2012. objelodanjeni su sljedeći naslovi:

## 2005.
- Vojislav Sekelj, U izmučenim riječima, (2005.)
- Jasna Melvinger, Vaga s anđelima, (2005.)
- Petko Vojnić Purčar, Kult kornjače, (2005.)
- Milivoj Prćić, I nakon desetljeća, (2005.)
- Balint Vujkov, Krilati momak, (2005.)
- Dražen Prćić, Wild card, (2005.)

## 2006.
- Ljubica Kolarić-Dumić, Igrajmo se radosti, (2006.)
- Vladimir Bošnjak, Svršetak vražjeg stoljeća, (2006.)
- Željka Zelić, Bezdan, (2006.)
- Milivoj Prćić, Južno od tranšeja, (2006.)
- Andrija Kopilović, Okom svećenika I., (2006.)
- Andrija Kopilović, Okom svećenika II., (2006.)
- Dražen Prćić, Wild card, drugo izdanje, (2006.)
- Ante Sekulić, Osobna imena, prezimena i nadimci bačkih Hrvata, (2006.)
- Lazo Vojnić Hajduk, Andrija Kopilović, Alojzije Stantić, Dužijanca, (2006.)

## 2007.
- Tomislav Ketig, Velebitski orao, (2007.)
- Lazar Merković, U ime pravde, (2007.)
- Zvonko Sarić, Prosjački banket, (2007.)
- Branko Jegić, Ja, hodočasnik, (2007.)
- Ilija Okrugić Srijemac, Glasinke, (2007.)
- Ilija Okrugić Srijemac, Tri povijesne drame (2007.)
- Stjepan Bartoš, Upoznavanje, (2007.)
- Naco Zelić, Monografija Nesto Orčić, (2007.)
- Marija Šeremešić, Tragom sjećanja, (2007.)
- Ruža Silađev, Divani iz Sonte, (2007.)

## 2008.
- Matija Poljaković, Izabrane drame, (2008.)
- Ivan Pančić, Natpivavanja, (2008.)
- Balint Vujkov, Šaljive narodne pripovijetke, (2008.)
- Andrija Kopilović, Okom svećenika III., (2008.)
- Vojislav Sekelj, U izmučenim riječima, drugo izdanje, (2008.)
- Ruža Silađev, Divani iz Sonte, drugo izdanje, (2008.)

## 2009.
- Sanja Vulić, Vitezovi hrvatskoga jezika u Bačkoj, (2009.)
- Antun Kovač, Na dvoru Pašinog Tune, (2009.)

## 2010.
- Matija Poljaković, Izabrane drame II., (2010.)
- Matija Evetović, Kulturna povijest bunjevačkih i šokačkih Hrvata, (2010.)
- Ilija Okrugić Srijemac, Šaljive poeme, (2010.)
- Stjepan Bartoš, Igra opasnih pojedinosti, (2010.)
- Ante Sekulić, Osobna imena, prezimena i nadimci bačkih Hrvata, (2010.)
- Balint Vujkov, Bunjevačke narodne pripovijetke, (2010.)
- Zsombor Szabó, Crtice iz povijesti naselja Bačke u srednjem vijeku, (2010.)

## 2011.
- Matija Poljaković, Izabrane drame III., (2011.)
- Ilija Okrugić Srijemac, Hunjkava komedija (2011.)
- Stjepan Bartoš, Kuća koja plovi, Subotica (2011.)
- Ljubica Kolarić-Dumić, Uz baku je raslo moje djetinjstvo (2011.)
- Dražen Prćić i grupa autora, Priča o fotografiji (2011.)
- Jasna Melvinger, O Iliji Okrugiću Srijemcu
- Ruža Silađev, Šokica pripovida

## 2012.
- Jasna Melvinger, Iz književnih djela i sakupljačke ostavštine Ilije Okrugića Srijemca (2012.)
- Lazar Francišković, Eseji (2012.)
- Matija Molcer, Označena tišina (2012.)
- Milivoj Prćić, Živi a izgubljeni (2012.)
- Jakov Kopilović, Molitve vremena sadašnjeg (2012.)

Od druge polovice 2008. godine Nakladnička djelatnost NIU Hrvatska riječ - u zamjetnoj je stagnaciji. 
Godine 2009. četvero hrvatskih književnika iz Subotice i Petrovaradina: Lazar Merković (1926.), Petko Vojnić Purčar (1939.), Jasna Melvinger (1940.) i Vojislav Sekelj (1946.), odlikovano je Redom Danice hrvatske s likom Marka Marulića.

## Drugi izdavači u hrvatskoj zajednici u Srbiji
Izdavaštvom se bave i druge institucije u hrvatskoj manjinskoj zajednici: Pučka kasina 1878., Had, HKUD Vladimir Nazor, Zavod za kulturu vojvođanskih Hrvata i dr.